# Initiative populaire « Stop à la TVA discriminatoire pour la restauration ! »
L'initiative populaire « Stop à la TVA discriminatoire pour la restauration ! » est une initiative populaire fédérale suisse, rejetée par le peuple et les cantons le 28 septembre 2014.

## Contenu
L'initiative propose d'ajouter un alinéa 1bis à l'article 130 de la Constitution fédérale précisant que « les prestations de la restauration sont imposées au même taux que la livraison de denrées alimentaires ».
Le texte complet de l'initiative peut être consulté sur le site de la Chancellerie fédérale.

## Déroulement

### Contexte historique
En Suisse, il existe différents taux de taxe sur la valeur ajoutée (TVA) : un taux normal de 6,5 % au plus qui s'applique dans la majorité des cas et un taux réduit d'au moins 2 % qui ne s'applique que sur les biens d'usage quotidien, à savoir les livres et journaux, les médicaments, mais également les denrées alimentaires et les boissons sans alcool.
Ces denrées alimentaires, lorsqu'elles sont achetées à un stand de vente à l'emporter, sont considérées comme des marchandises vendues en magasin (et donc taxées à 2 % seulement), alors qu'elles sont taxées à 6,5 % lorsqu'elles sont consommées dans un restaurant. C'est cette différence de traitement, jugée injuste, que les initiants désirent combattre en demandant que les prestations de la restauration (à l'exception des boissons alcoolisées) soient imposées au même taux de TVA que la vente directe.

### Récolte des signatures et dépôt de l'initiative
La récolte des 100 000 signatures débute le 7 avril 2010. L'initiative est déposée le 21 septembre 2011 à la Chancellerie fédérale, qui constate son aboutissement le 13 octobre.

### Discussions et recommandations des autorités
Le parlement et le Conseil fédéral recommandent le rejet de cette initiative. Dans son rapport aux chambres fédérales, le Conseil fédéral relève qu'il n'existe « aucun motif de politique sociale ou de répartition permettant de justifier l’imposition des prestations de la restauration au taux réduit. » ; de plus, il évalue le coût de l'initiative à environ 700 millions de francs par année de diminution des recettes sur la TVA.
Les recommandations de vote des partis politiques sont les suivantes : 
| Parti politique              | Recommandation  |
| ---------------------------- | --------------- |
| Parti bourgeois-démocratique | non             |
| Parti chrétien-social        | non             |
| Parti démocrate-chrétien     | liberté de vote |
| Parti socialiste             | non             |
| Vert'libéraux                | non             |
| Les Libéraux-Radicaux        | non             |
| Union démocratique du centre | oui             |
| Les Verts                    | non             |

### Votation
Soumise à la votation le 28 septembre 2014, l'initiative est refusée par l'ensemble des 20 6/2 cantons et par 71,5 % des suffrages exprimés. Le tableau ci-dessous détaille les résultats par canton :